# Serica gracilipes
Serica gracilipes är en skalbaggsart som beskrevs av Moser 1915. Serica gracilipes ingår i släktet Serica och familjen Melolonthidae. Inga underarter finns listade i Catalogue of Life.